# 2012年の自転車競技大会
2012年に行われた自転車競技大会について記す。

## 世界選手権自転車競技大会

### シクロクロス
| 日程 | 開催地     | 性別 | 優勝者               | 2位                              | 3位                    |
| ---- | ---------- | ---- | -------------------- | -------------------------------- | ---------------------- |
| 1/29 | コクサイデ | 男子 | ニールス・アルベルト | ロブ・ペータース                 | ケヴィン・パウウェルス |
| 1/29 | コクサイデ | 女子 | マリアンヌ・フォス   | ダフニー・ファン・デン・ブラント | サンヌ・カント         |

### BMX
| 決勝日 | 開催地       | 性別 | 優勝者           | 2位            | 3位                    |
| ------ | ------------ | ---- | ---------------- | -------------- | ---------------------- |
| 5/26   | バーミンガム | 男子 | サム・ウィロビー | ジョリス・ドデ | モアナ・モー＝ケユ     |
| 5/26   | バーミンガム | 女子 | マガリ・ポティエ | エヴァ・エルー | ロマナ・ラボウンコヴァ |

## 全日本選手権

### トライアル
- 4月15日[1]

| 性別 | サイズ   | 優勝者   | 2位      | 3位      |
| ---- | -------- | -------- | -------- | -------- |
| 男子 | 20インチ | 寺井一希 | 柴田泰嵩 | 飯塚隆太 |
| 男子 | 26インチ | 樺澤工   | 梶谷隆太 | 西窪友海 |
| 女子 |          | 胡中理沙 | 水野真美 |          |

### ロードレース
- 4月28日　岩手県八幡平

| 性別 | 優勝       | 2位        | 3位      |
| ---- | ---------- | ---------- | -------- |
| 男子 | 土井雪広   | 増田成幸   | 清水都貴 |
| 女子 | 萩原麻由子 | 輿那嶺恵里 | 金子広美 |

### マウンテンバイク
- 6月1日〜3日 長野県・富士見パノラマリゾート

| 性別 | 種目             | 優勝者   | 2位        | 3位      |
| ---- | ---------------- | -------- | ---------- | -------- |
| 男子 | クロスカントリー | 山本幸平 | 山本和弘   | 斉藤亮   |
| 男子 | ダウンヒル       | 清水一輝 | 青木卓也   | 九島勇気 |
| 女子 | クロスカントリー | 片山梨絵 | 中込由香里 | 田近郁美 |
| 女子 | ダウンヒル       | 末政実緒 | 中川弘佳   | 服部良子 |

### 個人タイムトライアル
- 6月17日　秋田県ソーラースポーツライン[4]

| 性別 | 優勝       | 2位        | 3位        |
| ---- | ---------- | ---------- | ---------- |
| 男子 | 西薗良太   | 佐野淳哉   | 西谷泰治   |
| 女子 | 萩原麻由子 | 輿那嶺恵里 | 上野みなみ |

### トラックレース
- 8月25、26日　静岡県伊豆ベロドローム

| 性別 | 種目                 | 優勝者                                     | 2位                                          | 3位        |
| ---- | -------------------- | ------------------------------------------ | -------------------------------------------- | ---------- |
| 男子 | ケイリン             | 河端朋之                                   | 和田真久留                                   | 佐野伸弥   |
| 男子 | 1kmタイムトライアル  | 稲毛健太                                   | 坂本貴史                                     | 森山智徳   |
| 男子 | スプリント           | 河端朋之                                   | 菅田和宏                                     | 奥平充男   |
| 男子 | チームスプリント     | 強化 坂本貴史 河端朋之 稲毛健太            | 岩井商会レーシング 伊藤信 奥平充男 辻本学    |            |
| 男子 | 個人追抜             | 橋本英也                                   | 窪木一茂                                     | 長瀬幸治   |
| 男子 | 団体追抜             | 岐阜 矢野智哉 橋本英也 渡邊翔太郎 高橋翔太 | JCPA福井 渡辺航平 渡辺十夢 鷲田佳史 脇本雄太 |            |
| 男子 | ポイントレース       | 窪木一茂                                   | 向川尚樹                                     | 木村圭佑   |
| 男子 | スクラッチ           | 高橋翔太                                   | 西沢倭義                                     | 小牧祐也   |
| 女子 | 500mタイムトライアル | 前田佳代乃                                 | 加瀬加奈子                                   | 塚越さくら |
| 女子 | スプリント           | 前田佳代乃                                 | 石井寛子                                     | 中川諒子   |
| 女子 | 個人追抜             | 上野みなみ                                 | 塚越さくら                                   | 井上玲美   |
| 女子 | ポイントレース       | 井上玲美                                   | 吉川美穂                                     | 豊岡英子   |
| 女子 | チームスプリント     | 強化A 石井寛子 前田佳代乃                  | 強化B 中川諒子 加瀬加奈子                    |            |
| 女子 | ケイリン             | 加瀬加奈子                                 | 中川諒子                                     | 小林莉子   |

### BMX
- 10月28日　静岡県日本サイクルスポーツセンター

| 性別 | 優勝       | 2位      | 3位        |
| ---- | ---------- | -------- | ---------- |
| 男子 | 長迫吉拓   | 松下巽   | 吉村樹希敢 |
| 女子 | 山野本悠里 | 飯端美樹 | 渡辺楓     |

### シクロクロス
- 12月9日　静岡県朝霧高原[7]

| 性別 | 優勝       | 2位      | 3位      |
| ---- | ---------- | -------- | -------- |
| 男子 | 竹之内悠   | 小坂光   | 小坂正則 |
| 女子 | 宮内佐季子 | 豊岡英子 | 福本千佳 |

## ロードレース

### UCIワールドツアー
| 日程        | レース名                               | 優勝者                           | 2位                            | 3位                              | ポイント賞                       | 山岳賞                       |
| ----------- | -------------------------------------- | -------------------------------- | ------------------------------ | -------------------------------- | -------------------------------- | ---------------------------- |
| 1/17〜1/22  | ツアー・ダウンアンダー                 | サイモン・ジェラン               | アレハンドロ・バルベルデ       | ティアゴ・マシャド               | エドヴァルド・ボアソン・ハーゲン | ロハン・デニス               |
| 3/4〜3/11   | パリ〜ニース                           | ブラッドリー・ウィギンス         | リーウ・ウェストラ             | アレハンドロ・バルベルデ         | ブラッドリー・ウィギンス         | フレデリック・フヘレン       |
| 3/7〜3/13   | ティレーノ〜アドリアティコ             | ヴィンチェンツォ・ニバリ         | クリス・ホーナー               | ロマン・クロイツィガー           | ヴィンチェンツォ・ニバリ         | ステファノ・ピラッツィ       |
| 3/17        | ミラノ〜サンレモ                       | サイモン・ジェラン               | ファビアン・カンチェラーラ     | ヴィンチェンツォ・ニバリ         |                                  |                              |
| 3/23        | E3・ハレルベーク                       | トム・ボーネン                   | オスカル・フレイレ             | ベルンハルト・アイゼル           |                                  |                              |
| 3/25        | ヘント〜ウェヴェルヘム                 | トム・ボーネン                   | ペーター・サガン               | マティ・ブレシェル               |                                  |                              |
| 3/19〜3/25  | カタルーニャ一周                       | ミヒャエル・アルバジーニ         | サムエル・サンチェス           | ユルヘン・ファンデンブルック     | トマシュ・マルチィニスキ         | クリス・アンカー・セレンセン |
| 4/1         | ロンド・ファン・フラーンデレン         | トム・ボーネン                   | フィリッポ・ポッツァート       | アレッサンドロ・バッラン         |                                  |                              |
| 4/2〜4/7    | バスク一周                             | サムエル・サンチェス             | ホアキン・ロドリゲス           | バウク・モレマ                   | サムエル・サンチェス             | マッズ・クリステンセン       |
| 4/8         | パリ〜ルーベ                           | トム・ボーネン                   | セバスティアン・テュルゴ       | アレッサンドロ・バッラン         |                                  |                              |
| 4/15        | アムステルゴールドレース               | エンリコ・ガスパロット           | イェル・ファネンデルト         | ペーター・サガン                 |                                  |                              |
| 4/18        | フレッシュ・ワロンヌ                   | ホアキン・ロドリゲス             | ミヒャエル・アルバジーニ       | フィリップ・ジルベール           |                                  |                              |
| 4/22        | リエージュ〜バストーニュ〜リエージュ   | マクシム・イグリンスキー         | ヴィンチェンツォ・ニバリ       | エンリコ・ガスパロット           |                                  |                              |
| 4/24〜4/29  | ツール・ド・ロマンディ                 | ブラッドリー・ウィギンス         | アンドリュー・タランスキー     | ルイ・コスタ                     | ペトル・イグナテンコ             | ペトル・イグナテンコ         |
| 5/5〜5/27   | ジロ・デ・イタリア                     | ライダー・ヘシェダル             | ホアキン・ロドリゲス           | トーマス・デ・ヘント             | ホアキン・ロドリゲス             | マッテオ・ラボッティーニ     |
| 6/3〜6/10   | クリテリウム・デュ・ドフィネ           | ブラッドリー・ウィギンス         | マイケル・ロジャース           | カデル・エヴァンス               | カデル・エヴァンス               | カイエタノ・サルミエント     |
| 6/9〜6/17   | ツール・ド・スイス                     | ルイ・コスタ                     | フランク・シュレク             | リーヴァイ・ライプハイマー       | ペーター・サガン                 | マッテオ・モンタグティ       |
| 7/10〜7/16  | ツール・ド・ポローニュ                 | モレーノ・モーゼル               | ミハウ・クヴィアトコフスキ     | セルヒオ・エナオ                 | ベン・スウィフト                 | トマシュ・マルチィニスキ     |
| 6/30〜7/22  | ツール・ド・フランス                   | ブラッドリー・ウィギンス         | クリス・フルーム               | ヴィンチェンツオ・ニバリ         | ペーター・サガン                 | トマ・ヴォクレール           |
| 8/6〜8/12   | エネコ・ツアー                         | ラース・ボーム                   | シルヴァン・シャヴァネル       | ニキ・テルプストラ               | ジャコーモ・ニッツォーロ         |                              |
| 8/14        | クラシカ・サンセバスティアン           | ルイス・レオン・サンチェス       | サイモン・ジェラン             | ヒアンニ・メールスマン           |                                  |                              |
| 8/19        | ヴァッテンフォール・サイクラシックス   | アルノー・デマル                 | アンドレ・グライペル           | ジャコーモ・ニッツォーロ         |                                  |                              |
| 8/26        | GP西フランス・プルエー                 | エドヴァルド・ボアソン・ハーゲン | ルイ・コスタ                   | ハインリヒ・ハウスラー           |                                  |                              |
| 9/7         | グランプリ・シクリスト・ド・ケベック   | サイモン・ジェラン               | フレフ・ファン・アヴェルマート | ルイ・コスタ                     |                                  |                              |
| 9/9         | グランプリ・シクリスト・ド・モンレアル | ラーシュ・ペター・ノードハウグ   | モレーノ・モーゼル             | アレクサンドル・コロブネフ       |                                  |                              |
| 8/18〜9/9   | ブエルタ・ア・エスパーニャ             | アルベルト・コンタドール         | アレハンドロ・バルベルデ       | ホアキン・ロドリゲス             | アレハンドロ・バルベルデ         | サイモン・クラーク           |
| 9/29        | ジロ・ディ・ロンバルディア             | ホアキン・ロドリゲス             | サムエル・サンチェス           | リゴベルト・ウラン               |                                  |                              |
| 10/9〜10/13 | ツアー・オブ・北京                     | トニー・マルティン               | フランチェスコ・ガヴァッツィ   | エドヴァルド・ボアソン・ハーゲン | エドヴァルド・ボアソン・ハーゲン | ダニエル・マーティン         |

### UCIコンチネンタルツアーHCレース
| 日程         | レース名                                                             | 優勝者                           | 2位                            | 3位                          |
| ------------ | -------------------------------------------------------------------- | -------------------------------- | ------------------------------ | ---------------------------- |
| 2/5〜2/10    | ツアー・オブ・カタール                                               | トム・ボーネン                   | タイラー・ファーラー           | フアン・アントニオ・フレチャ |
| 2/14〜2/19   | ツアー・オブ・オマーン                                               | ペーター・ヴェリトス             | ヴィンチェンツォ・ニバリ       | トニ・ガロパン               |
| 2/25         | オムロープ・ヘット・ニウスブラット                                   | セプ・ファンマルク               | トム・ボーネン                 | フアン・アントニオ・フレチャ |
| 2/26         | クラシカ・デ・アルメリア                                             | マイケル・マシューズ             | ボルト・ボジチュ               | ローガー・クルーゲ           |
| 2/24〜3/4    | ツール・ド・ランカウイ                                               | ホセ・セルパ                     | ホセ・ルハノ                   | ビクトル・ニノ               |
| 3/24〜3/25   | クリテリウム・アンテルナシオナル                                     | カデル・エヴァンス               | ピエリック・フェドリゴ         | マイケル・ロジャース         |
| 3/27〜3/29   | デ・パンネ3日間                                                      | シルヴァン・シャヴァネル         | リーウ・ウェストラ             | マツィエイ・ボドナル         |
| 3/31         | グラン・プレミオ＝ミゲル・インドゥライン                             | ダニエル・モレノ                 | ミケル・ランダ                 | アンヘル・マドラソ           |
| 4/4          | スヘルデプライス                                                     | マルセル・キテル                 | タイラー・ファーラー           | テオ・ボス                   |
| 4/11         | ブラバントス・パイル                                                 | トマ・ヴォクレール               | オスカル・フレイレ             | ピーター・セリー             |
| 4/17〜4/20   | ジロ・デル・トレンティーノ                                           | ドメニコ・ポッツォヴィーヴォ     | ダミアーノ・クネゴ             | スィルヴェステル・シュムィド |
| 4/22〜4/29   | ツアー・オブ・ターキー                                               | イヴァイロ・ガブロヴスキ         | アレクサンドル・ディアチェンコ | ダナイル・アンドノフ         |
| 5/1          | ルント・ウム・デン・フィナンツプラッツ・エシュボルン＝フランクフルト | モレーノ・モーゼル               | ドミニク・ネルツ               | セルゲイ・フィルサノフ       |
| 5/4〜5/8     | ダンケルク4日間レース                                                | ジミー・アングルヴァン           | ズデネク・シュティバル         | ヨーン・デーゲンコルプ       |
| 5/13〜5/20   | ツアー・オブ・カリフォルニア                                         | ロベルト・ヘーシンク             | デヴィッド・ザブリスキー       | トム・ダニエルソン           |
| 5/23〜5/27   | バイエルン一周                                                       | マイケル・ロジャース             | ジェローム・コペル             | ウラディミル・グセフ         |
| 5/23〜5/27   | ツール・ド・ベルギー                                                 | トニー・マルティン               | リーウ・ウェストラ             | カルロス・バレード           |
| 5/30〜6/3    | ツール・ド・ルクセンブルク                                           | ヤコブ・フグルサング             | ワウト・プルス                 | フランク・シュレク           |
| 6/3          | TD・バンク・インターナショナル・サイクリング・チャンピオンシップ     | アレクサンドル・セレブリャコフ   | アイド・イノ・イレシチュ       | フレッド・ロドリゲス         |
| 7/1〜7/8     | オーストリア一周                                                     | ヤコブ・フグルサング             | スティーヴ・モラビート         | ロベルト・ヴレチェル         |
| 6/29〜7/12   | ツアー・オブ・チンハイレイク                                         | ホセイン・アリザデ               | キャメロン・ワーフ             | ヒオバニ・バエス             |
| 7/21〜7/25   | ツール・ド・ワロニー                                                 | ジャコーモ・ニッツォーロ         | ヒアンニ・メールスマン         | ピム・リフトハルト           |
| 8/1〜8/5     | ブエルタ・ア・ブルゴス                                               | ダニエル・モレノ                 | セルヒオ・エナオ               | ホアン・チャベス             |
| 8/14〜8/17   | ツール・デュ・リムザン                                               | 新城幸也                         | ジェレミ・ロワイ               | ファビアン・シュミット       |
| 8/18         | トレ・ヴァッリ・ヴァレジーネ                                         | ダヴィ・ヴェユー                 | アンドレア・パリーニ           | ダニーロ・ディ・ルーカ       |
| 8/20〜8/26   | US・プロ・サイクル・チャレンジ                                       | クリスティアン・ヴァンデヴェルデ | ティジェイ・ヴァン・ガーデレン | リーヴァイ・ライプハイマー   |
| 8/22〜8/26   | デンマーク一周                                                       | リーウ・ウェストラ               | ラムーナス・ナヴァルダウスカス | マヌエーレ・ボアロ           |
| 9/8          | パリ〜ブリュッセル                                                   | トム・ボーネン                   | マーク・レンショー             | オスカル・フレイレ           |
| 9/9          | グランプリ・ド・フルミー                                             | ラース・バク                     | アレクサンダー・クリストフ     | マルセル・キテル             |
| 9/26         | ミラノ〜トリノ                                                       | アルベルト・コンタドール         | ディエゴ・ウリッシ             | フレドリック・ケシアコフ     |
| 9/27         | ジロ・デル・ピエモンテ                                               | リゴベルト・ウラン               | ルカ・パオリーニ               | ゴルカ・ベルドゥゴ           |
| 10/6         | ジロ・デッレミリア                                                   | ナイロ・キンタナ                 | フレドリック・ケシアコフ       | フランコ・ペッリツォッティ   |
| 10/7         | パリ〜ツール                                                         | マルコ・マルカート               | ラウレンス・デ・フレース       | ニキ・テルプストラ           |
| 10/14        | ツール・ド・ヴァンデ                                                 | ウェスリー・クレーダー           | ジョナタン・イヴェール         | セバスティアン・イノー       |
| 10/21        | ジャパンカップサイクルロードレース                                   | イヴァン・バッソ                 | ダニエル・マーティン           | ラファウ・マイカ             |
| 10/20〜10/28 | ツアー・オブ・ハイナン                                               | ドミトリー・グルズデフ           | ヴァレンティン・イグリンスキー | トビアス・ルドヴィグソン     |

### 国内選手権
- 日本の国内選手権については、全日本選手権を参照。

| 国名             | 種別   | 男子優勝者                                       | 女子優勝者                             |
| ---------------- | ------ | ------------------------------------------------ | -------------------------------------- |
| オーストラリア   | ロード | サイモン・ジェラン                               | アマンダ・スプラット                   |
| オーストラリア   | ITT    | ルーク・ダーブリッジ                             | シャラ・ギロウ                         |
| オーストリア     | ロード | ルーカス・ペストバーガー                         | アンドレア・グラウス                   |
| オーストリア     | ITT    | リッカルド・ツォイドル                           | クリスティアーネ・ゼーダー             |
| ベルギー         | ロード | トム・ボーネン                                   | ジョリアン・ドール                     |
| ベルギー         | ITT    |                                                  | リスベット・デ・フォフト               |
| ベラルーシ       | ロード | ヤウヘン・フタロヴィチュ                         | タツィアナ・シャラコヴァ               |
| ベラルーシ       | ITT    | ブラニスラウ・サモイラウ                         | アレナ・アミアリュシク                 |
| ブラジル         | ロード | オターヴィオ・ブルガレッリ                       | リュシアンヌ・フェレイラ・ダ・シルヴァ |
| ブラジル         | ITT    | ルイス・カルロス・タヴァレス・アモリム・フェラオ | リュシアンヌ・フェレイラ・ダ・シルヴァ |
| カナダ           | ロード | ライアン・ロス                                   | デニス・ラムスデン                     |
| カナダ           | ITT    | スヴェイン・タフト                               | クララ・ヒューズ                       |
| チリ             | ロード | カルロス・オヤルスン                             |                                        |
| チリ             | ITT    | カルロス・オヤルスン                             |                                        |
| クロアチア       | ロード | ウラディミル・ミホリェヴィッチ                   | ミア・ラドティツ                       |
| クロアチア       | ITT    | ウラディミル・ミホリェヴィッチ                   | ミア・ラドティツ                       |
| チェコ           | ロード | ミラン・カドレツ                                 | パヴリナ・スルコヴァ                   |
| チェコ           | ITT    | ヤン・バールタ                                   | ヤルミラ・マハチョヴァー               |
| デンマーク       | ロード | セバスティアン・ランダー                         | キャスリン・グラーエ                   |
| デンマーク       | ITT    | ヤコブ・フグルサング                             | キャスリン・グラーエ                   |
| スペイン         | ロード | フランシスコ・ベントソ                           | アンナ・サンチス・チャフェル           |
| スペイン         | ITT    | ルイス・レオン・サンチェス                       | アンナ・サンチス・チャフェル           |
| エストニア       | ロード | タネル・カンゲルト                               | グレテ・トレイエル                     |
| エストニア       | ITT    | レイン・ターラミャエ                             | グレテ・トレイエル                     |
| ドイツ           | ロード | ファビアン・ヴェークマン                         | ユーディト・アルント                   |
| ドイツ           | ITT    | トニー・マルティン                               | ユーディト・アルント                   |
| ギリシャ         | ロード | イオアニス・ドラカキス                           |                                        |
| ギリシャ         | ITT    | イオアニス・タモウリディス                       |                                        |
| フランス         | ロード | ナセル・ブアニ                                   | マリオン・ルス                         |
| フランス         | ITT    | シルヴァン・シャヴァネル                         | ポーリン・フェラン＝プルヴォ           |
| 香港             | ロード | 郭灝霆                                           | 黄蘊瑤                                 |
| 香港             | ITT    |                                                  |                                        |
| アイルランド     | ロード | マット・ブラマイアー                             |                                        |
| アイルランド     | ITT    | マイケル・ハッチンソン                           | オリヴィア・ディロン                   |
| イタリア         | ロード | フランコ・ペッリツォッティ                       | ジャダ・ボルガート                     |
| イタリア         | ITT    | ダリオ・カタルド                                 | タティアナ・グデルツォ                 |
| カザフスタン     | ロード | アサン・バザイェフ                               |                                        |
| カザフスタン     | ITT    | デニス・グルズデフ                               |                                        |
| ラトビア         | ロード | アレクセイス・サラモティンス                     |                                        |
| ラトビア         | ITT    | ガティス・スムクリス                             |                                        |
| ルクセンブルク   | ロード | ローラン・ディディエ                             |                                        |
| ルクセンブルク   | ITT    | ボブ・ユンゲルス                                 |                                        |
| オランダ         | ロード | ニキ・テルプストラ                               | アネミック・ファン・フルーテン         |
| オランダ         | ITT    | リーウ・ウェストラ                               | エレオノラ・ファン・ダイク             |
| ノルウェー       | ロード | エドヴァルド・ボアソン・ハーゲン                 | ヒルデユン・ホヴデナク                 |
| ノルウェー       | ITT    | ライダル・ボルイェルセン                         | リセ・ハフセ・ネストヴォルド           |
| ニュージーランド | ロード | マイケル・ヴィンク                               | ニッキー・サミュエルス                 |
| ニュージーランド | ITT    | ポール・オドリン                                 | ローレン・エリス                       |
| ポーランド       | ロード | ミハウ・ゴワシュ                                 |                                        |
| ポーランド       | ITT    | マツィエイ・ボドナル                             | マルトィナ・クレコト                   |
| 南アフリカ共和国 | ロード | ロバート・ハンター                               |                                        |
| 南アフリカ共和国 | ITT    | ライナルト・ヤンセ・ファン・レンズブルク         | チェリーズ・テイラー                   |
| ロシア           | ロード | エドゥアルド・ヴォルガノフ                       |                                        |
| ロシア           | ITT    | デニス・メンショフ                               |                                        |
| スロベニア       | ロード | ボルト・ボジチュ                                 |                                        |
| スロベニア       | ITT    | ロベルト・ヴレチェル                             |                                        |
| スイス           | ロード | マルティン・コーラー                             | ジェニファー・ホール                   |
| スイス           | ITT    | ファビアン・カンチェラーラ                       | パトリシア・シュヴァーガー             |
| スロバキア       | ロード | ペーター・サガン                                 |                                        |
| スロバキア       | ITT    | ペーター・ヴェリトス                             | ジャルミラ・マチャコヴァ               |
| スウェーデン     | ロード | クリストファー・ステヴェンソン                   | エマ・ヨハンソン                       |
| スウェーデン     | ITT    | [                                                |                                        |
| イギリス         | ロード | イアン・スタンナード                             | シャロン・ローズ                       |
| イギリス         | ITT    |                                                  |                                        |
| ウクライナ       | ロード | アンドリー・グリフコ                             |                                        |
| ウクライナ       | ITT    | アンドリー・グリフコ                             |                                        |
| アメリカ合衆国   | ロード | ジュリアン・カイアー                             | ミーガン・ガーニアー                   |
| アメリカ合衆国   | ITT    | ジュリアン・カイアー                             | アンバー・ネーベン                     |
|                  | ロード |                                                  |                                        |
| ITT              |        |                                                  |                                        |

### 全アマ大会
- 4月28日　岩手県八幡平

| 種別     | 優勝     | 2位      | 3位    |
| -------- | -------- | -------- | ------ |
| U23      | 安達康将 | 面手利輝 | 和田力 |
| ジュニア | 高士拓也 | 西村大輝 | 徳田優 |

## トラックレース

### 競輪
| 日程       | 名称                         | グレード    | 開催地 | 優勝者           | 2位              | 3位                | 2車単        | 3連単            |
| ---------- | ---------------------------- | ----------- | ------ | ---------------- | ---------------- | ------------------ | ------------ | ---------------- |
| 2/3〜2/5   | 東西王座戦                   | GII・東日本 | 高知   | 武田豊樹（茨城） | 岡田征陽（東京） | 長塚智広（茨城）   | 1－3 1140円  | 1－3－9 3390円   |
| 2/3〜2/5   | 東西王座戦                   | GII・西日本 | 高知   | 深谷知広（愛知） | 山内卓也（愛知） | 三宅達也（岡山）   | 2－6 530円   | 2－6－9 5430円   |
| 2/28〜3/4  | 日本選手権競輪               | GI          | 熊本   | 成田和也（福島） | 山崎芳仁（福島） | 園田匠（福岡）     | 9－1 3250円  | 9－1－5 29920円  |
| 4/27〜4/30 | 共同通信社杯                 | GII         | 名古屋 | 渡邉一成（福島） | 成田和也（福島） | 南修二（大阪）     | 5－2 750円   | 5－2－7 5110円   |
| 5/12〜5/13 | スーパープロピストレーサー賞 | FII         | 前橋   | 伏見俊昭（福島） | 飯嶋則之（栃木） | 市田佳寿浩（福井） | 3－6 16930円 | 3－6－7 231100円 |
| 6/14〜6/17 | 高松宮記念杯競輪             | GI          | 函館   | 武田豊樹（茨城） | 脇本雄太（福井） | 神山雄一郎（栃木） | 9－2 9330円  | 9－2－3 51970円  |
| 7/13〜7/16 | 寬仁親王牌                   | GI          | 弥彦   | 佐藤友和（茨城） | 長塚智広（福井） | 村上博幸（京都）   | 4－1 4270円  | 5－1－4 33730円  |

### 全プロ大会
- 5月14日　前橋競輪場

| 種目                | 優勝者            | 2位               | 3位               |
| ------------------- | ----------------- | ----------------- | ----------------- |
| ケイリン            | 浅井康太 (中部)   | 松岡貴久 (九州)   | 平原康多 (関東)   |
| 1kmタイムトライアル | 坂本貴史 (北日本) | 大森慶一 (北日本) | 矢口啓一郎 (関東) |
| スプリント          | 河端朋之 (中国)   | 金子貴志 (中部)   | 雨谷一樹 (関東)   |
| チームスプリント    | 中部              | 九州              | 中国              |
| 個人追抜            | 網谷竜次 (四国)   | 山下一輝 (中国)   | 大屋健司 (中国)   |
| 団体追抜            | 近畿              | 九州              | 中部              |
| エリミネイション    | 小林潤二 (関東)   | 三谷政史 (近畿)   | 三谷将太 (近畿)   |

### 全アマ大会
5月26日、27日 佐世保競輪場
| 性別 | 種目                 | 優勝者     | 2位        | 3位        |
| ---- | -------------------- | ---------- | ---------- | ---------- |
| 男子 | ケイリン             | 奥村諭志   | 浜地一徳   | 池野健太   |
| 男子 | 1kmタイムトライアル  | 佐伯亮輔   | 野口裕生   | 栗田万生   |
| 男子 | スプリント           | 橋本凌甫   | 佐伯亮輔   | 野口正則   |
| 男子 | チームスプリント     | 三重県     | 学連       | 長崎県     |
| 男子 | 個人追抜             | 橋本英也   | 窪木一茂   | 矢野智哉   |
| 男子 | 団体追抜             | 岐阜県     | 和歌山県   | 福島県     |
| 男子 | ポイントレース       | 高士拓也   | 長瀬幸治   | 窪木一茂   |
| 男子 | スクラッチ           | 三浦康嵩   | 緑川竣一   | 一丸尚伍   |
| 女子 | 500mタイムトライアル | 小島蓉子   | 吉川美穂   | 古河麻美   |
| 女子 | 個人追抜             | 塚越さくら | 萩原麻由子 | 上野みなみ |
| 女子 | ポイントレース       | 萩原麻由子 | 上野みなみ | 小島蓉子   |

### 6日間レース
| 日程         | 開催地                         | 優勝者                                  | 2位                                       | 3位                                         |
| ------------ | ------------------------------ | --------------------------------------- | ----------------------------------------- | ------------------------------------------- |
| 1/5〜1/10    | ロッテルダム                   | ペーター・スヘプ ウィム・ストルティンハ | フランコ・マルブリ イェンス・マウリス     | ユリ・ハヴィク ダニー・スタム               |
| 1/12〜1/17   | ブレーメン                     | ローベルト・バルトコ ペーター・スヘプ   | フランコ・マルヴリ マルセル・カルツ       | イルヨ・カイセ ライフ・ランパーター         |
| 1/26〜1/31   | ベルリン                       | リー・ハワード キャメロン・マイヤー     | フランコ・マルヴリ シルヴァン・ディイエ   | イルヨ・カイセ ケニー・デ・ケテル           |
| 2/2〜2/7     | コペンハーゲン                 | イルヨ・カイセ マーク・ヘスター         | ミカエル・メルケフ アレックス・ラスムセン | ローベルト・バルトコ ライフ・ランパーター   |
| 7/10〜7/15   | セイ・ジョルニ・デッレ・ローゼ | トリスタン・マルゲ フランコ・マルブリ   | ミラン・カドレツ アロイス・カニコヴスキ   | ヴォイテフ・ハツェキー イジー・ホフマン     |
| 10/15〜10/20 | アムステルダム                 | ピム・リフトハルト ミカエル・メルケフ   | イルヨ・カイセ ニキ・テルプストラ         | ペーター・スヘプ ウィム・ストルティンハ     |
| 10/24〜10/27 | グルノーブル                   | ケニー・デケテル イルヨ・カイセ         | ブリアン・コカール モルガン・クネスキ     | アンジェロ・チッコーネ ファビオ・マゾッティ |

## シクロクロス

### UCIシクロクロスワールドカップ
| 性別 | 総合優勝者                       | 2位                | 3位                    |
| ---- | -------------------------------- | ------------------ | ---------------------- |
| 男子 | ケヴィン・パウウェルス           | スヴェン・ネイス   | ズデネク・シュティバル |
| 女子 | ダフニー・ファン・デン・ブラント | マリアンヌ・フォス | キャサリン・コンプトン |

### スーパープレスティージュ
| 性別 | 総合優勝者       | 2位                    | 3位                      |
| ---- | ---------------- | ---------------------- | ------------------------ |
| 男子 | スヴェン・ネイス | ケヴィン・パウウェルス | ズデネク・シュティバル   |
| 女子 | ニッキ・ハリス   | サンヌ・カント         | パヴラ・ハヴリーコヴァー |

### GvAトロフェー
| 性別 | 総合優勝者                       | 2位                    | 3位              |
| ---- | -------------------------------- | ---------------------- | ---------------- |
| 男子 | ケヴィン・パウウェルス           | ズデネク・シュティバル | スヴェン・ネイス |
| 女子 | ダフニー・ファン・デン・ブラント | サンヌ・カント         | ニッキ・ハリス   |